# Ернст Безе
Ернст Безе (нім. Ernst Böse; 21 березня 1868, Кроссен — 12 березня 1949, Бад-Пірмонт) — німецький військовий медик, доктор медицини, контрадмірал медичної служби рейхсмаріне і запасу крігсмаріне.

## Біографія
1 квітня 1890 року вступив на флот. В 1895 році захистив дисертацію «Про параксисомну гемоглобінурію» на медичному факультеті Лейпцизького університету. З середини лютого 1901 року — лікар ВМС в Циндао: спочатку у військовому шпиталі, а пізніше одночасно до 20 травня 1904 року — в матроському артилерійському дивізіоні Цзяочжоу. Учасник Першої світової війни, до червня 1917 року — головний лікар на верфі та у фортечній лікарні в Данцигу, також служив в штабі морської авіації. З червня 1917 року — гарнізонний лікар і начальник медичного відділу у Вільгельмсгафені. До лютого 1918 року в З листопада 1917 року — дивізійний лікар 1-ї морської дивізії. В лютому-листопаді 1918 року —старший санітарний офіцер Середземноморської дивізії. 31 серпня 1923 року звільнений у відставку. 9 березня 1939 року переданий в розпорядження крігсмаріне, але не був призваний на службу.

## Нагороди
- Столітня медаль (22 березня 1897)
- Орден Меджида 3-го класу (Османська імперія; 8 жовтня 1900)
- Орден Червоного орла 4-го класу
- Китайська медаль в бронзі
- Медаль Червоного Хреста «У пам'ять російсько-японської війни» (Російська імперія)
- Орден Святої Анни 3-го ступеня (Російська імперія; 15 січня 1907)
- Хрест «За вислугу років» (Пруссія) (25 років)
- Медаль Червоного Хреста (Пруссія) 3-го і 2-го класу
- Залізний хрест 2-го і 1-го класу
- Почесний знак Австрійського Червоного Хреста, офіцерський хрест з військовою відзнакою
- Ганзейський Хрест (Бремен)
- Галліполійська зірка (Османська імперія)
- Фландрійський хрест
- Почесний хрест ветерана війни з мечами